# Lee Joo-yeon
Dans ce nom coréen, le nom de famille, Lee, précède le nom personnel.
Pour les articles homonymes, voir Lee.
Lee Joo-yeon (en coréeen 이주연), née le 19 mars 1987 à Séoul, est une actrice et chanteuse sud-coréenne.

## Carrière
Sous le mononyme de Jooyeon, elle est d'abord une ulzzang, une personne reconnue pour sa beauté et évoluant essentiellement sur Internet. Elle fait un caméo dans le film My Tutor Friend 2 en 2007. Elle fait sa première apparition non crédité avec After School le 29 décembre 2008 au SBS Song Festival, interprétant Play Girlz avec Son Dam-bi.
Le 15 janvier 2009, Jooyeon fait ses débuts dans le girl group sud-coréen After School, lors de la sortie de leur premier single AH! issu de l'EP, New Schoolgirl. Le surlendemain, le groupe fait ses débuts en direct dans l'émission Show! Music Core.
En 2010, Jooyeon fait ses débuts d'actrice dans le drame Smile Again et participe à l'émission de téléréalité Invincible Youth.
En 2011, elle devient la meneuse de l'AS Blue. La sous-unité fait ses débuts avec le single Wonder Boy le 20 juillet.
Le 31 décembre 2014, le contrat de Jooyeon avec Pledis Entertainment expire et quitte After School le 30 juin 2015, après des promotions au Japon. Jooyeon est la seule membre, avec Jungah, présente pendant toutes les périodes promotionnelles.
En janvier 2015, Jooyeon signe avec Better ENT pour poursuivre sa carrière d'actrice. Elle fait sa première apparition pour sa nouvelle entreprise dans le film Mianhae saranghae gomaweo.
En 2018, le contrat de Jooyeon avec Better ENT expire, elle cherche alors une nouvelle agence. Elle signe avec Mystic Story. Plus tard cette année-là, Jooyeon assume des premiers rôles dans les séries Hunnam Jeong-eum et Devilish Charm.
Le 27 mai 2021, Lee signe avec C-Jes Entertainment.

## Vie privée
Le 22 février 2011, Jooyeon est diplômée de la Dongduk Women's University avec une mention dans le divertissement.
Le 21 novembre 2011, Jooyeon est admise à l'hôpital avec une néphrite aiguë. Le 29 novembre, elle est libérée et reprend toutes les activités du girl group.

## Filmographie
Cinéma
- 2007 : My Tutor Friend 2
- 2015 : Sorry, I Love You, Thank You
- 2017 : The King
- 2002 : Oh! My Ghost

Séries télévisées
- 2010-2011 : Smile Again
- 2017 : Sisters-in-Law
- 2018 : Devilish Charm
- 2022 : Kiss Sixth Sense